# فيليب كروشلين
فيليب كروشلين (بالكرواتية: Filip Krušlin) مواليد 18 مارس 1989 في زغرب، جمهورية كرواتيا الاشتراكية، جمهورية يوغوسلافيا الاشتراكية الاتحادية، هو لاعب كرة سلة كرواتي. بدأ مسيرته الاحترافية في سنة 2007. يحمل الرقم 2. يبلغ طوله 6 قدم 5 بوصة (2.0 م). مثّل منتخب بلاده. شارك في دورة الألعاب الأولمبية الصيفية سنة 2016.

## المسيرة الاحترافية
لعب مع نادي سيبونا لكرة السلة من سنة 2007 إلى 2009، ثم لعب مع نادي بوسنا رويال لكرة السلة في موسم 2010–2011، ثم لعب مع نادي سبليت لكرة السلة في موسم 2012–2013، ثم لعب مع نادي سيبونا لكرة السلة من سنة 2014 إلى 2016.

## روابط خارجية
- فيليب كروشلين على موقع الاتحاد الدولي لكرة السلة (الإنجليزية)
- فيليب كروشلين على موقع كرة السلة الأوروبية.كوم (الإنجليزية)
- فيليب كروشلين على موقع ريلجم (الإنجليزية)
- فيليب كروشلين على موقع بروبوليرز (الإنجليزية)
- فيليب كروشلين على موقع سبورتس رفرنس (الإنجليزية)
- فيليب كروشلين على موقع أوليمبيديا (الإنجليزية)